# Konventualinde
Konventual og konventualinde er henholdsvis mandligt og kvindeligt medlem af et kloster.
- Konventual er medlem af et konvent; klosterbroder; specielt om et medlem af  franciskanerordenen.
- Konventualinde er medlem af et frøken- eller jomfrukloster; stiftsdame; klosterdame.